# Суперкубок Данії з футболу 2004
Суперкубок Данії з футболу 2004 — 9-й розіграш турніру. Матч відбувся 20 липня 2004 року між чемпіоном і володарем кубка Данії «Копенгагеном» та фіналістом кубка Данії «Ольборгом».
| Володар Суперкубка Данії 2004 |
| ----------------------------- |
|                               |
| Копенгаген Третій титул       |

## Матч

### Деталі
| 20 липня 2004 |

| Копенгаген               | 2:1 | Ольборг       |
| ------------------------ | --- | ------------- |
| Якобсен 45' Тобіасен 47' |     | Боргерсен 70' |

| Паркен, Копенгаген Глядачів: 4 926 |